# Obsici, Rokîtne
Obsici (în ucraineană Обсіч) este un sat în comuna Kameane din raionul Rokîtne, regiunea Rivne, Ucraina.

## Demografie
Componența lingvistică a localității Obsici
     Ucraineană (99,73%)
     Alte limbi (0,27%)
Conform recensământului din 2001, majoritatea populației localității Obsici era vorbitoare de ucraineană (99,73%), existând în minoritate și vorbitori de alte limbi.